# 横浜市立東俣野小学校
横浜市立東俣野小学校（よこはましりつ ひがしまたのしょうがっこう）は、神奈川県横浜市戸塚区東俣野町にある市立小学校。横浜市立東俣野特別支援学校が併設されている。